# Галл, Джеймс
Джеймс Галл (1808–1895) — шотландский священник, основатель миссии Карруберс в Эдинбурге. Кроме религиозных трудов, написанных часто с крайне неортодоксальных позиций, интересовался астрономией. Его перу принадлежат книги «Easy Guide to the Constellations» (с англ. — «Популярный путеводитель по созвездиям», 1870) и «People's Atlas of the Stars»  (с англ. — «Народный атлас звёзд»), которые принесли ему широкую известность.

## Биография
Джеймс Галл родился и вырос в Эдинбурге (Шотландия). Его отец, успешный книгоиздатель Джеймс Галл-старший (1784—1874) известен как создатель тактильного «треугольного алфавита», использовавшегося в печати книг для слепых. В 1838 году Джеймс вошёл в дело отца, однако в 1847 году предпочёл карьеру священника, учился в Эдинбургском университете, был священником в церкви Морэй (Moray Church) в Эдинбурге, затем основал миссию Карруберс.
Сын Джеймса Галла стал известным предпринимателем и книгоиздаталем на Ямайке.

## Религиозные взгляды
Взгляды Галла на религию детально изложены в книге «The Stars and the Angels» (с англ. — «Звёзды и ангелы»), в которой он не только обосновывает существование других обитаемых планет, но и описывает, что мог увидеть Архангел Гавриил по пути из рая на Землю, который он проделал, чтобы сообщить Марии о предстоящем рождении мессии.
Ещё одна важная книга Галла под названием «The Synagogue Not the Temple, the Germ and Model of the Christian Church» (с англ. — «Синагога не есть храм, зародыш или модель христианской церкви») опубликована в 1890 году и давно стала библиографической редкостью. В ней обсуждаются основы христианской религии.

## Астрономия

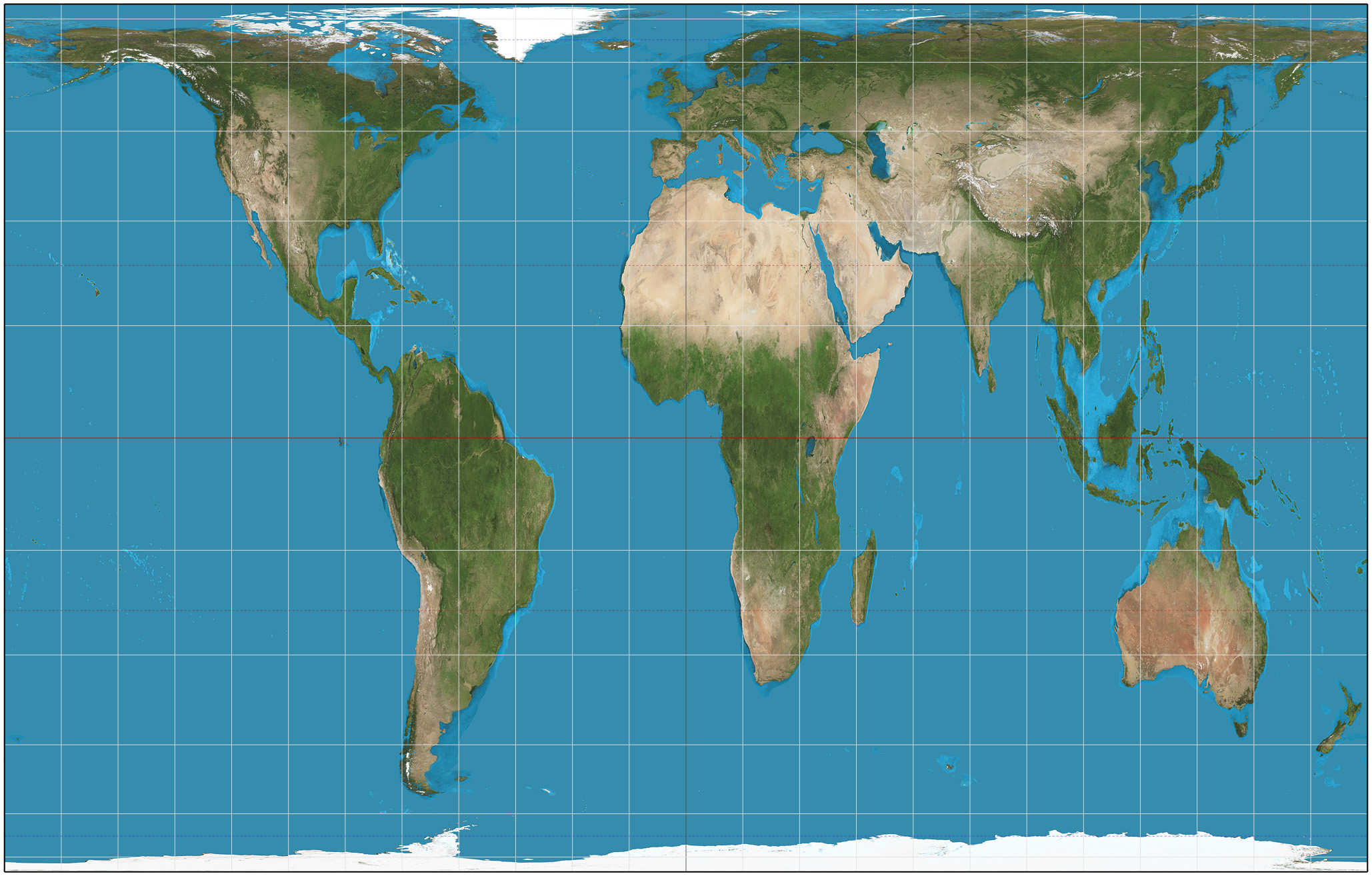
Проекция Галла-Петерса

Основные работы Галла по астрономии связаны с созвездиями. Попутно он разработал три метода проектирования небесной сферы на плоский лист бумаги с минимальными искажениями формы созвездий — изографическую, стереографическую и ортографическую проекции Галла. В 1855 году он представил свои работы на конференции Британской ассоциации содействия развитию науки (British Association for the Advancement of Science) в Глазго, а в 1885 году опубликовал более полное описание проекции в статье «Use of Cylindrical projections for Geographical, Astronomical and Scientific Purposes» в журнале «Scottish Geographical Magazine». Наиболее известной из них стала ортографическая проекция, которая является частным случаем равновеликой цилиндрической проекции Ламберта. Под названием проекции Галла-Петерса она широко применяется для создания карт земной поверхности.
В 1967 году эта проекция была заново введена в практику Арно Петерсом и ныне принята такими организациями, как ЮНЕСКО.